# Mea Melone
Mea Melone (Děčín, 17 de mayo de 1989) es una actriz pornográfica, modelo erótica y de glamour y productora de cine erótico checa.

## Biografía
Mea Melone, nombre artístico, nació en mayo de 1989 en Děčín, una ciudad de la región de Ústí nad Labem, al norte de la República Checa. Fue a la Universidad, donde se graduó como enfermera, si bien no ejerció como tal. Más tarde trabajó de camarera y abrió su propio estudio de uñas antes de realizar sus primeras sesiones como modelo de glamour.
Después de realizar algunas sesiones pasó a fotografiarse como modelo erótica y más tarde debutó en la industria erótica como actriz pornográfica en 2012, con 23 años. Ha trabajado para productoras como Diablo Productions, Mile High, Evil Angel, Juicy Niche, Combat Zone, Reality Kings, Sunset Media, Nubile Films, 21Sextury, Marc Dorcel, Pulse Distribution, Digital Playground, Brazzers, Eromaxx Films, Cumlouder o Private.
Además de su faceta como actriz y modelo, Mea Melone también es productora. Dirige su propia empresa: Mea Malone Production, con base en Praga, desde la que asesora y produce nuevas películas y escenas.
En 2016 fue nominada en los Premios AVN en la categoría de Artista femenina extranjera del año.
Ha grabado más de 630 películas.
Alguno de sus trabajos son Amazing Tits 8, Backdoor Beauties, Cream Pie Cuties 2, Dark Paradise 4, DP Sluts, Finish In My Ass, Get Her Ass Fucked 3, Infernal, Monster Gapes 2, Office Nymphs 2, RK Prime o Serving Their Masters.

## Premios y nominaciones
| Año  | Ceremonia   | Resultado | Premio                              | Trabajo |
| ---- | ----------- | --------- | ----------------------------------- | ------- |
| 2016 | Premios AVN | Nominada  | Artista femenina extranjera del año | —       |